# Прашна-упанішада
«Прашна-упанішада» (санскр. प्रश्न उपनिषद्, Praśna Upaniṣad IAST) або «Прашнопанішад» (санскр. प्रश्नोपनिषद्, Praśnopaniṣad IAST) — санскритський ведичний текст, одна з одинадцяти упанішад канону мукха, до якого належать найстародавніші упанішади, прокоментовані Шанкарою. «Прашна-упанішада» пов'язується з «Атхарва-Ведою» і в каноні муктіка з 108 основних Упанішад стоїть на четвертому місці. 
У перекладі з санскриту, слово прашна означає «запитання». «Прашна-упанішада» складається з шести запитань і відповідей на них. За винятком першого і останнього, всі запитання являють собою групи запитань. На початку тексту Упанішади розповідається, як шість учнів, які бажають пізнати Брахман, прийшли до мудреця Піппалади і попросили його розвіяти їх неуцтво. Піппалада не став давати їм відповіді негайно, але попросив їх залишитися в своєму ашрамі й зайнятися там аскезою протягом одного року. По закінченню цього часу, учні знову поставили свої запитання і мудрець відповів на них. Наводиться такі імена учнів: син Бхарадваджі Сукеша, син Шиби Сатьякама, нащадок Гарги Сауряяні, син Ашвали Каушалья, Бхаргава з Готра Бхрігу і син Катьі Кабандха. Кожен з них задав одне запитання, кожне з яких разом з відповіддю на нього стало однією з глав «Прашна-упанішади».